# Фила (дочь Селевка I)
Фила  (др.-греч. Φίλα) — жена македонского царя Антигона Гоната, жившая в III веке до н. э.

## Биография
Согласно сообщению Иоанна Малалы, родителями Филы были сирийский царь Селевк I и Стратоника. Их дочь, по предположению Сильфии Бохес, родилась в начале III века до н. э.
Фила вышла замуж за Антигона Гоната, являвшегося её дядей, и бывшего, по замечанию У. Тарна, как минимум, на двадцать лет старше её. Этот брак был заключён, скорее всего, зимой 276/275 годов до н. э. И. Г. Дройзен указывал, что инициатором данного династического союза выступил брат Филы Антиох I, заинтересованный в приобретении союзников для отражения нашествия галатов. Примечательно, что свадебный гимн на это бракосочетание был сочинён Аратом из Сол. Когда впоследствии Арат стал придворным поэтом при македонском дворе, то также написал несколько прославляющих Филу поэм, впоследствии утерянных. Габберт отмечал, что Антигон Гонат, как и его дед, был женат только единожды и обзавелся семьёй в достаточно зрелом возрасте.
Во время Третьей сирийской войны Македония выступила на стороне Селевкидов против Египта. По всей видимости, Антигон посвятил своей жене статую, воздвигнутую после своей победы в сражении при Андросе.
В браке Антигона и Филы родился Деметрий II Этолийский. По свидетельству Стефана Византийского, им в честь матери был назван одноименный город.
В «Суде» дочь Селевка ошибочно отождествлена со своей тезкой, дочерью Антипатра, что было поддержано и Б. Г. Нибуром. Эта позиция критиковалась Дройзеном, отмечавшим, что приглашённый на свадьбу Антигона философ Зенон Китийский отказался от приглашения, сославшись на свой восьмидесятилетний возраст.